# Frente de Libertação do Nordeste
A Frente de Libertação do Nordeste (FLNe) foi um grupo guerrilheiro brasileiro criado em 1971 nos estados de Pernambuco e Ceará, reunindo ex-membros da Aliança Libertadora Nacional (ALN) e da Vanguarda Armada Revolucionária Palmares (VAR-Palmares), naquela região, onde a ALN já havia sido desmontada pela ação do aparato policial.
José Sales Oliveira, que era um dos nomes principais da organização no Ceará, havia sido desligado por ser acusado de responsabilidade em vários problemas ocorridos nas atividades locais. A partir disso Salles buscou entrosamento com um ex-militante da VAR para a formulação de um projeto de criação de uma nova organização cujo nome estava entre três alternativas: Frente de Libertação Nacional, Ação Libertadora do Nordeste ou Frente de Libertação do Nordeste.[carece de fontes?] Dessa união partiu-se para o estabelecimento de alguns contatos estendidos a Pernambuco e a Paraíba. Mas foi com a colaboração da própria ALN que a nova organização faria em Bodocó a sua principal ação armada.[carece de fontes?]
O interessante é que apesar de se tratar de uma cisão da ALN, a FLNe manteve-se vinculada, com uma certa independência, mas acolhendo algumas posições do militante Arnaldo Cardoso Rocha que foi enviado pela ALN para organizar a atividade guerrilheira no Nordeste.[carece de fontes?] Ainda assim essa organização não conseguiu chegar a definir sua linha de programa, e nem adotou oficialmente o nome que só seria assumido em uma reunião que estava programada para acontecer em 1972.[carece de fontes?] Tal reunião não ocorreu, pois no final de 1971 e início de 1972, os órgão de segurança detectaram um plano de assalto ao Banco do Brasil de uma pequena cidade da região do Crato, no Ceará.[carece de fontes?] As forças de segurança trataram imediatamente de desmontar tanto a ação quanto a organização através da prisão de Salles. A prisão do dirigente viabilizou o desmonte da FLNe não só Ceará, mas também em Pernambuco.
Em fevereiro foi anunciada a morte de um dos integrantes do grupo: João Mendes. Registrou-se também a prisão de José Salles, dando início a uma grande seqüência de prisões que iriam abater também o PCdoB, lá mesmo no Ceará.[carece de fontes?] Inclusive, entre os quadros detidos naquela região, inclui-se um que havia se retirado por decisão própria da área de atuação da Guerrilha do Araguaia, o que facilitou aos órgãos repressivos a localização daquela área.